# Kruszynka (Ukraina)
Kruszynka (ukr. Крушинка) – wieś w rejonie fastowskim obwodu kijowskiego Ukrainy), 348 mieszkańców (w 2001 r.).

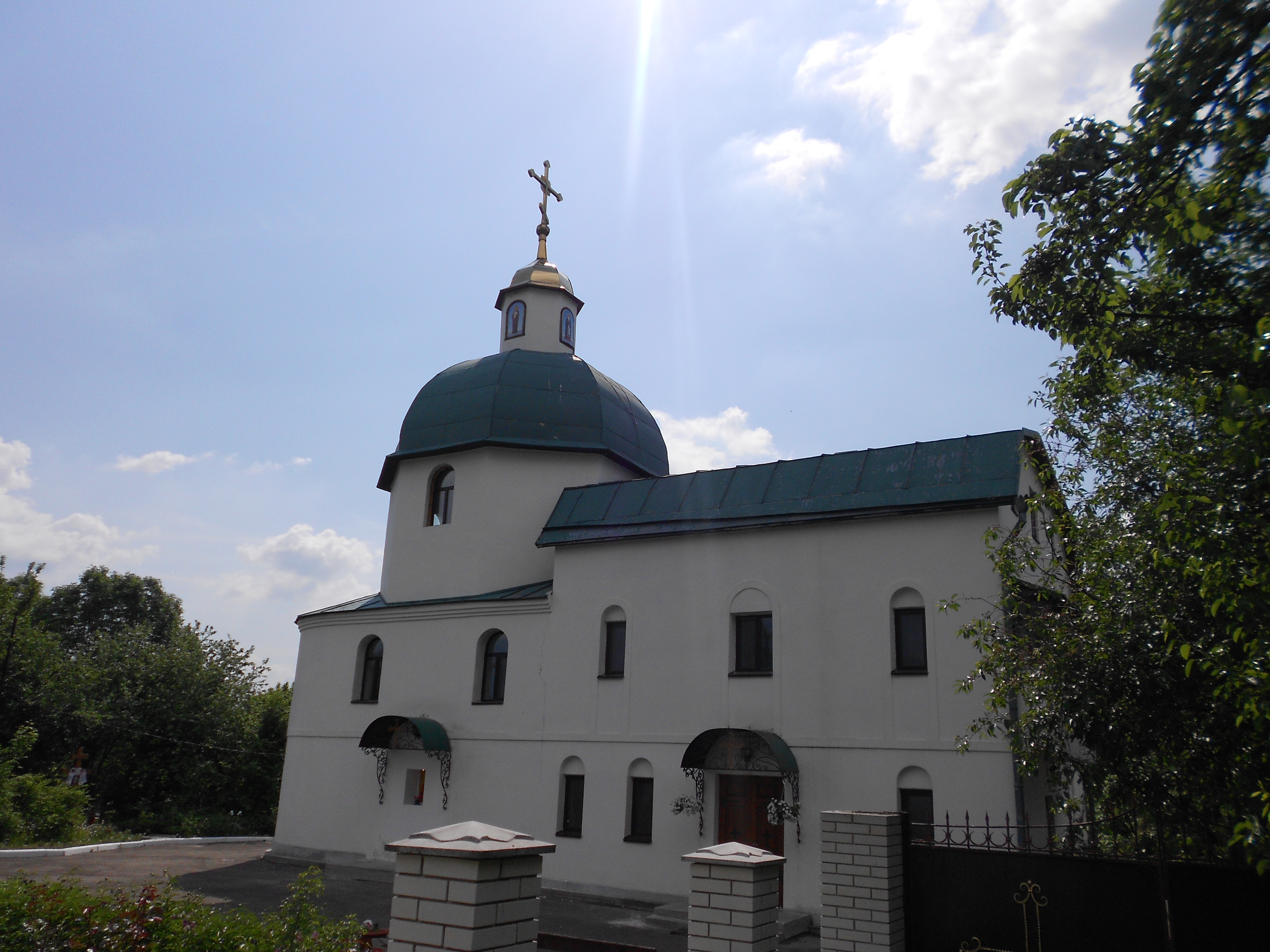
Cerkiew Podwyższenia Krzyża Świętego, w centrum Kruszynki, 2013